# William Davidson
William Morse Davidson (né le 5 décembre 1922 à Détroit (Michigan) et mort le 13 mars 2009 à Bloomfield Hills (Michigan)) est un entrepreneur et propriétaire d'équipes sportives professionnelles et membre du Naismith Memorial Basketball Hall of Fame. 
Il est le président de Guardian Industries, une des plus grandes entreprises de fabrication de verre au monde. Il est aussi le président de Palace Sports and Entertainment, principal propriétaire des Pistons de Détroit en NBA, des Shock de Détroit en WNBA et le propriétaire du Lightning de Tampa Bay en LNH. Ses Pistons remportèrent le titre de champion NBA en 1989, 1990 et 2004; ses Shock remportèrent le titre de champion WNBA 2003 et 2006 ; ses Lightning remportèrent la Coupe Stanley 2004, faisant de lui le seul propriétaire d'équipes de sport professionnelles de l'histoire à avoir gagné le titre de champion NBA et la Coupe Stanley la même année. Ses différentes participations dans les affaires font que sa fortune est estimée à environ 3,5 milliards de dollars.

## Biographie
Davidson est issu d'une famille juive. Il est diplômé de l'université du Michigan où il obtint un diplôme en business à la Ross School of Business et fut plus tard diplômé de l'école de droit de l'université de Wayne State. Fan de basket-ball de longue date, Davidson acquit les Pistons en 1974 à Fred Zollner (en) pour 7 millions de dollars. En désaccord avec la situation de l'équipe à  Détroit, Davidson replaça l'équipe au Pontiac Silverdome en 1978, puis au The Palace of Auburn Hills, une salle entièrement financée avec des fonds privés en 1988. Aujourd'hui, la valeur de la franchise des Pistons est estimé à 477 millions de dollars. Davidson assiste régulièrement aux matchs à domicile de l'équipe. 
En 1999, Davidson tenta une offre d'achat infructueuse du Lightning de Tampa Bay et pour le contrôle de leur salle, le Ice Palace. Ils échouèrent face à l'homme d'affaires Art Williams, mais quelques mois plus tard, Williams vendit l'équipe à  Davidson et le Palace Sports pour une plus faible somme. Quand Davidson acquit la franchise du Lightning en 1999, le prix était de 100 millions de dollars ; sa valeur a récemment été estimée à 136 millions de dollars. Tampa Bay remporta la Coupe Stanley sous le règne de Davidson en 2004. Le 7 août 2007, Davidson vendit la franchise du Lightning de Tampa Bay.
Malgré son âge et que des fans le considèrent comme un « vieil homme sympa », Davidson prouva qu'ils avaient tort. Lors de la parade de la victoire au centre-ville de Détroit (après le titre de champion NBA des Pistons en 2004), il répondit « Merde ! » aux fans. L'incident fut diffusé par la télévision en direct au niveau national et ne fut pas censuré.
Davidson fut honoré par les Pistons en 2006 quand fut érigé une bannière aux côtés des numéros retirés. Son nom fut également placé sur le parquet du Palace en compagnie des légendes des Pistons Dave Bing, Bill Laimbeer, Vinnie Johnson, Chuck Daly, Joe Dumars, Isiah Thomas et Bob Lanier.
En 2008, Davidson fut intronisé au Naismith Memorial Basketball Hall of Fame en tant que contributeur au titre de ses succès en tant que propriétaire des Pistons et des Shock.

### Activités philanthropiques
Davidson a contribué à de nombreuses organisations. Le William Davidson Institute à l'université du Michigan fut créé dans son école d'origine, la Ross School of Business, avec un don de 30 millions de dollars. Davidson fit des dons cumulés de 55 millions de dollars. De plus, Davidson fonda la William Davidson Graduate School of Jewish Education au Jewish Theological Seminary of America à New York. Les excavations sur le mur sud d'un temple à Jérusalem ont été renommées les « excavations Davidson » en hommage à ses généreuses donations au projet. Il est aussi donateur à la Wexner Foundation offrant des bourses aux étudiants sur des études juives. En mars 2007, Davidson donna 75 millions de dollars au Hadassah Ein Kerem Hospital à Jérusalem .